# Khenemetneferhedjet III
Khenemetneferhedjet III (ẖnm.t nfr-ḥḏ.t, "unida amb la corona blanca") va ser una reina egípcia de la XII Dinastia. Era l'esposa del rei Amenemhet III. Va ser enterrada a la piràmide del seu marit a Dashur.
El seu nom es coneix només gràcies a un sol objecte, un vaixell d’alabastre ritual trobat a la seva inhumació. Va ser enterrada en un sarcòfag decorat, però no inscrit.
El seu enterrament es va trobar saquejat i només va aportar unes poques restes. Dieter Arnold, que va trobar el seu enterrament, va interpretar originalment el seu nom com el títol de la reina, ja que Khenemetneferhedjet era un títol de reina habitual a l'època, i va creure que la inscripció del vaixell ritual de la seva tomba portava el t´tol de la reina però no el seu nom propi. No obstant això, investigadors més recents criden l'atenció sobre el fet que no és freqüent donar el títol d'un individu i no el seu nom, especialment en objectes rituals d'una cambra sepulcral. Per tant, Khenemetneferhedjet és probablement el nom propi d'aquesta reina.

## Títols
Els títols coneguts de Khenemetneferhedjet III eren els següentsː
- Dona del rei.
- Membre de l’Elit.
- Amant dels dos països.